# Saint-Donat-sur-l'Herbasse
Saint-Donat-sur-l'Herbasse é uma comuna francesa na região administrativa de Auvérnia-Ródano-Alpes, no departamento de Drôme. Estende-se por uma área de 19,52 km². Em 2010 a comuna tinha 4 302 habitantes (densidade: 220,4 hab./km²).